# Santa Eulália de Arnoso
A Freguesia de Santa Eulália de Arnoso é uma antiga freguesia portuguesa do Município de Vila Nova de Famalicão que tinha 2,68 km² de área e 1 111 habitantes (2011), e, por isso, uma densidade populacional de 414,6 hab/km².
A Freguesia de Santa Eulália de Arnoso foi extinta (agregada) em 2013, no âmbito de uma reforma administrativa nacional, tendo o seu território sido agregado ao das freguesias de Santa Maria de Arnoso e de Sezures para formar uma nova freguesia denominada União das Freguesias de Arnoso (Santa Maria e Santa Eulália) e Sezures com sede em Santa Maria de Arnoso.

## População
| População da freguesia de Arnoso (Santa Eulália) | População da freguesia de Arnoso (Santa Eulália) | População da freguesia de Arnoso (Santa Eulália) | População da freguesia de Arnoso (Santa Eulália) | População da freguesia de Arnoso (Santa Eulália) | População da freguesia de Arnoso (Santa Eulália) | População da freguesia de Arnoso (Santa Eulália) | População da freguesia de Arnoso (Santa Eulália) | População da freguesia de Arnoso (Santa Eulália) | População da freguesia de Arnoso (Santa Eulália) | População da freguesia de Arnoso (Santa Eulália) | População da freguesia de Arnoso (Santa Eulália) | População da freguesia de Arnoso (Santa Eulália) | População da freguesia de Arnoso (Santa Eulália) | População da freguesia de Arnoso (Santa Eulália) |
| ------------------------------------------------ | ------------------------------------------------ | ------------------------------------------------ | ------------------------------------------------ | ------------------------------------------------ | ------------------------------------------------ | ------------------------------------------------ | ------------------------------------------------ | ------------------------------------------------ | ------------------------------------------------ | ------------------------------------------------ | ------------------------------------------------ | ------------------------------------------------ | ------------------------------------------------ | ------------------------------------------------ |
| 1864                                             | 1878                                             | 1890                                             | 1900                                             | 1911                                             | 1920                                             | 1930                                             | 1940                                             | 1950                                             | 1960                                             | 1970                                             | 1981                                             | 1991                                             | 2001                                             | 2011                                             |
| 497                                              | 531                                              | 526                                              | 512                                              | 552                                              | 581                                              | 700                                              | 777                                              | 915                                              | 1 035                                            | 1 038                                            | 1 125                                            | 1 125                                            | 1 122                                            | 1 111                                            |

## Património
- Igreja de Santa Eulália do Mosteiro de Arnoso ou Igreja de São Salvador